# Bryon Allen
Bryon Gregory Allen (Upper Marlboro, 1º maggio 1992) è un cestista statunitense.

## Carriera
Il 29 luglio 2015 firma con i Roseto Sharks in Serie A2 italiana. Il 14 agosto 2016 si trasferisce nella massima serie ceca con il ČEZ Nymburk, dove vince a fine stagione il campionato e la coppa nazionale. Il 18 giugno 2017 firma con l'EWE Oldenburg, approdando in Bundesliga. Nel dicembre successivo lascia la società tedesca, per firmare con i turchi del Pinar Karsiyaka.
Il 30 giugno 2018, fa ritorno in Italia firmando per il Basket Brescia Leonessa società di Serie A. Il 20 dicembre successivo risolve il suo contratto con Brescia, per poi firmare con la 
Pallacanestro Reggiana.
Ritorna nella Serie A2 italiana nel 2024-2025, questa volta con i colori della New Basket Brindisi. Dopo una prima parte di stagione in cui, nonostante i 18,5 punti di media, ha attriti con tifosi e società, il 3 febbraio 2025 viene ceduto agli israeliani dell'Hapoel Haifa.

## Palmarès

### Squadra
- Campionato ceco: 1

ČEZ Nymburk: 2016-17
- Coppa della Repubblica Ceca: 1

ČEZ Nymburk: 2017
- Coppa di Croazia: 1

Zara: 2020
- ABA 2 Liga: 1

Studentski centar: 2020-21

### Individuale
- Miglior straniero della Serie A2:

Roseto: 2015-16